# إدوارد هابر
إدوارد هابر (بالألمانية: Eduard Haber)‏ هو أستاذ جامعي ودبلوماسي ألماني، ولد في 1 أكتوبر 1866 في مشرنيش في ألمانيا، وتوفي في 14 يناير 1947 في توبينغن في ألمانيا.